# Qian'an
Qian'an (迁安市S, Qiān'ānP) è una città-contea della Cina, situata nella provincia di Hebei e amministrata dalla prefettura di Tangshan.